# マイケル・イマー
ミカエル・ワンウォーセン・イマー（Mikael Wondwosen Ymer, 英語発音: /ˈmaɪkəl ˈɪmər/; 1998年9月9日 - ）は、スウェーデン・スカラ出身・エチオピア系の男子プロテニス選手。身長183cm、体重75kg。右利き、バックハンドは両手打ち。ランキング自己最高位はシングルス50位、ダブルス187位。ATPツアーではシングルスはまだ優勝はないが、ダブルス1勝を挙げている。
2歳年上の兄もプロテニス選手のエリアス・イマー。

## 選手経歴

### 2015年 ウィンブルドンジュニア初優勝
2015年5月にボースタで行われたITF M15のシングルスでフューチャーズ初優勝。2015年ウィンブルドン選手権ジュニア男子シングルスで準優勝、優勝はライリー・オペルカだった。2015年10月のストックホルム・オープンでATPツアーデビュー。初戦はアレクサンダー・ズベレフにセットカウント1-2で敗れた。年間最終ランキングは596位。

### 2016年 ツアーダブルス初優勝
2016年のストックホルム・オープンで、兄のエリアス・イマーとペアを組み、優勝。ATPツアーダブルス初優勝を果たした。年間最終ランキングは497位。

### 2017年 マスターズ初出場
3月のマイアミ・オープンでマスターズデビューを果たす。1回戦ではロビン・ハーセに5-7, 6-7(3)のストレートで敗れた。年間最終ランキングは417位。

### 2018年 マスターズ初勝利
マイアミ・オープンではワイルドカードで本戦出場を果たす。1回戦ではヤン＝レナード・ストルフを3-6, 7-5, 6-1で下して、ATPマスターズ1000初勝利を挙げた。年間最終ランキングは255位。

### 2019年 トップ100入り

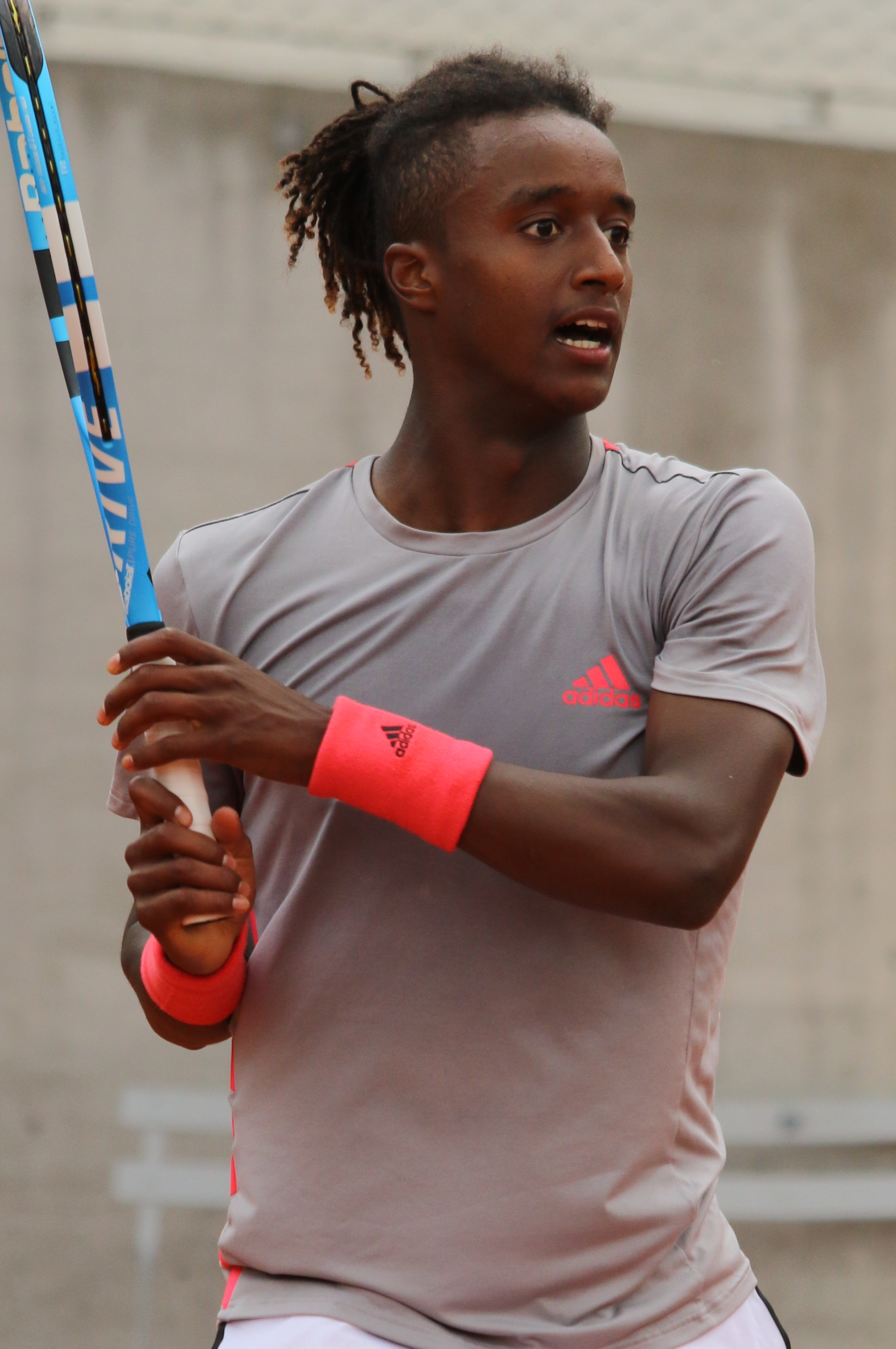
2019年全仏オープンでのミカエル・イマー

1月のヌメア・チャレンジャーのシングルス決勝で、ノア・ルービンを2-0で下し、チャレンジャー初優勝。
5月の全仏オープンで初めてグランドスラムで予選入りすると、予選1回戦のロベルト・マルコーラ、2回戦のヨアン・タトロ、3回戦のヘンリー・ラークソネンらを全て2-1で下し本戦進出。本戦1回戦ではブラジュ・ロラを3-0で下し、グランドスラム本戦で初勝利。2回戦はアレクサンダー・ズベレフに0-3で敗れた。
6月のウィンブルドン選手権では、予選1回戦のエイダン・マクヒュー、予選2回戦のダスティン・ブラウンらを2-0で下したが、予選3回戦のデニス・ノヴァクに3-1で敗れた。8月の全米オープンでは、予選1回戦のタイ＝ソン・クフィアトコフスキを2-1、予選2回戦ファクンド・バグニスを2-0で下したが、予選3回戦のチョン・ヒョンに2-0で敗れた。9月のオルレアン・チャレンジャーのシングルス準決勝でジョー・ウィルフリード・ツォンガを2-0、決勝でグレグアール・バレールを2-1で下し、3回目のチャレンジャー優勝とともに、ATPシングルスランキングでトップ100入りをする。
年末のシングルスランキングは74位で、ネクストジェネレーション・ATPファイナルでは21歳以下で9位として大会に出場したが、グループステージで敗退した。年間最終ランキングは74位。

### 2020年 グランドスラム初勝利
全豪オープンでは本戦1回戦で内山靖崇をストレートで下してグランドスラム初勝利を挙げた。2回戦のカレン・ハチャノフにはスーパータイブレークの末に破れた。全米オープンでは1回戦でフィリップ・クライノビッチに破れた。全仏オープンでは第1シードのノバク・ジョコビッチに初戦敗退。年間最終ランキングは94位。

### 2021年 ツアー初の決勝進出
全豪オープンでは1回戦では第26シードのホベルト・ホルカシュに3-6, 6-3, 3-6, 7-5, 6-3のフルセットで勝利。2回戦でもカルロス・アルカラスにも勝利し、3回戦ではステファノス・チチパスにストレートで破れた。3月のマイアミ・マスターズでも3回戦進出を果たした。全仏オープンでは1回戦でロベルト・カルバレス・バエナにフルセットで勝利し、第14シードのガエル・モンフィスを6-0, 2-6, 6-4, 6-3で破り、キャリア最大の勝利を掴んだ。3回戦ではヤニック・シナーに破れた。年間最終ランキングは94位。

### 2022年 グランドスラム3回戦進出

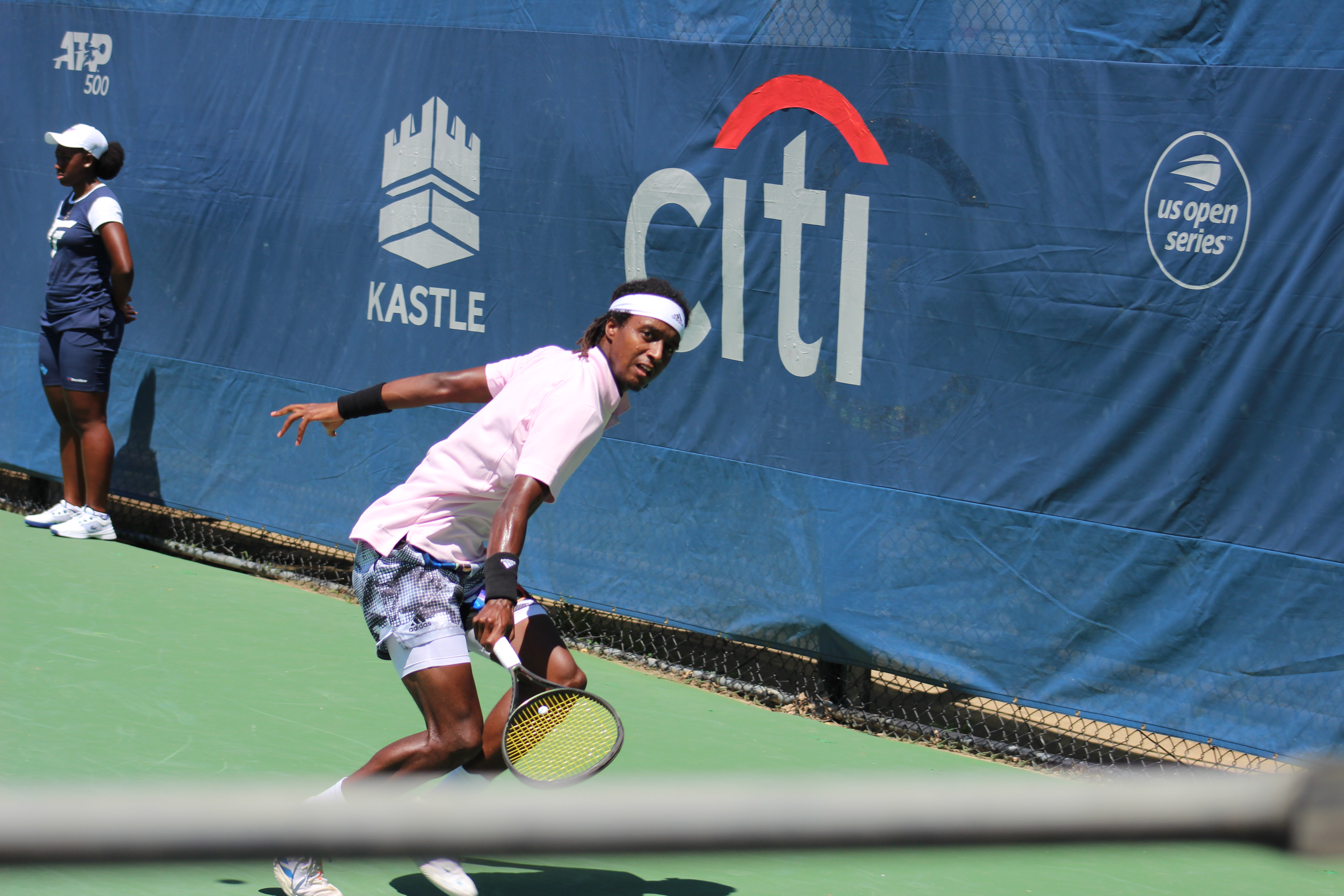
2022年シティー・オープンでのミカエル・イマー

全豪オープンでは1回戦で第4シードのステファノス・チチパスに2-6, 4-6, 3-6のストレートで敗れた。南フランス・オープンでは準々決勝でリシャール・ガスケを7-5, 6-7(6), 6-1で破り、ツアー2度目のベスト4入り。準決勝ではアレクサンダー・ズベレフに1-6, 3-6で敗れた。年間最終ランキングは69位。

### 2023年 トップ50入り
4月17日付のランキングで50位となりトップ50入りを果たす。しかし2022年1月に、12ヵ月間で3回のドーピング検査を欠席したアンチ・ドーピング違反で告発され、6月に一旦は無罪となるも、ITFがスポーツ仲裁裁判所に告訴し、2023年7月に逆転有罪となる18ヵ月の出場停止処分が下された。イマーはこの処分を受けて、8月25日に自身のSNSで現役引退を表明した。

### 2024年 復帰意向を表明
2024年、4月15日に自身のSNSにて「引退は退屈だった。8ヵ月後にまた会おう」と投稿。復帰する意向であることを明かした。昨年の処分が終了するのは2025年1月17日となっているため、試合に出場できるのはこれ以降となる。

## ATPツアー決勝進出結果

### ダブルス：1戦1勝
| 大会カテゴリ                    |
| ------------------------------- |
| グランドスラム (0–0)            |
| ATPファイナルズ (0–0)           |
| ATPツアー・マスターズ1000 (0–0) |
| ATPツアー500 (0–0)              |
| ATPツアー250 (1–0)              |

| サーフェス別 |
| ------------ |
| ハード (1–0) |
| クレー (0–0) |
| グラス (0–0) |

| 結果 | 勝–敗 | 日時       | 大会           | サーフェス | パートナー       | 対戦相手                            | スコア   |
| ---- | ----- | ---------- | -------------- | ---------- | ---------------- | ----------------------------------- | -------- |
| 優勝 | 1–0   | 2016年10月 | ストックホルム | ハード     | エリアス・イマー | マテ・パビッチ マイケル・ヴィーナス | 6–1, 6–1 |

## 成績
略語の説明
| W | F | SF | QF | #R | RR | Q# | LQ | A | Z# | PO | G | S | B | NMS | P | NH |

W=優勝, F=準優勝, SF=ベスト4, QF=ベスト8, #R=#回戦敗退, RR=ラウンドロビン敗退, Q#=予選#回戦敗退, LQ=予選敗退, A=大会不参加, Z#=デビスカップ/BJKカップ地域ゾーン, PO=デビスカップ/BJKカッププレーオフ, G=オリンピック金メダル, S=オリンピック銀メダル, B=オリンピック銅メダル, NMS=マスターズシリーズから降格, P=開催延期, NH=開催なし.

### シングルス

#### グランドスラム大会
| 大会                 | 2019 | 2020 | 2021 | 2022 | 2023 | 通算成績 |
| -------------------- | ---- | ---- | ---- | ---- | ---- | -------- |
| 全豪オープン         | A    | 2R   | 3R   | 1R   | 1R   | 3–4      |
| 全仏オープン         | 2R   | 1R   | 3R   | 3R   | 1R   | 5–5      |
| ウィンブルドン選手権 | Q3   | NH   | 2R   | 2R   | 3R   | 4–3      |
| 全米オープン         | Q3   | 1R   | 1R   | 1R   | A    | 0–3      |

#### 大会最高成績
| 大会                     | 成績 | 年       |
| ------------------------ | ---- | -------- |
| ATPファイナルズ          | A    | 出場なし |
| インディアンウェルズ     | 1R   | 2023     |
| マイアミ                 | 3R   | 2021     |
| モンテカルロ             | Q1   | 2022     |
| マドリード               | A    | 出場なし |
| ローマ                   | Q3   | 2020     |
| カナダ                   | A    | 出場なし |
| シンシナティ             | Q1   | 2020     |
| 上海                     | A    | 出場なし |
| パリ                     | 2R   | 2022     |
| オリンピック             | A    | 出場なし |
| デビスカップ             | QF   | 2021     |
| Next Gen ATPファイナルズ | RR   | 2019     |

## ATPチャレンジャー・ITFフューチャーズ決勝

### シングルス：9戦6勝
| 記録                    |
| ----------------------- |
| ATPチャレンジャー (4–2) |
| ITFフューチャーズ (2–1) |

| サーフェス別 |
| ------------ |
| ハード (4–1) |
| クレー (2–2) |
| グラス (0–0) |

| 結果   | 勝-敗 | 日時       | 大会                     | サーフェス | 対戦相手                           | スコア             |
| ------ | ----- | ---------- | ------------------------ | ---------- | ---------------------------------- | ------------------ |
| 優勝   | 1–0   | 2015年5月  | F3, ボースタ             | クレー     | ドラゴシュ・ニコラエ・マダラシュ   | 2–6, 6–1, 6–2      |
| 準優勝 | 1–1   | 2015年9月  | F5, ダンデリード         | ハード     | ジョー・ソールズベリー             | 6–7(3–6), 6–3, 3–6 |
| 優勝   | 2–1   | 2017年2月  | F4, リール               | ハード     | ボティク・ファン・デ・ザンスフルプ | 6–2, 6–3           |
| 優勝   | 3–1   | 2019年1月  | ヌメア                   | ハード     | ノア・ルービン                     | 6–3, 6–3           |
| 準優勝 | 3–2   | 2019年4月  | ムルシア                 | クレー     | ロベルト・カルバリェス・バエナ     | 6–2, 0–6, 2–6      |
| 準優勝 | 3–3   | 2019年5月  | ボルドー                 | クレー     | リュカ・プイユ                     | 3–6, 3–6           |
| 優勝   | 4–3   | 2019年7月  | タンペレ                 | クレー     | タロン・フリークスポール           | 6–3, 5–7, 6–3      |
| 優勝   | 5–3   | 2019年9月  | オルレアン               | ハード     | グレグアール・バレール             | 6–3, 7-5           |
| 優勝   | 6–3   | 2019年10月 | ムイユロン＝ル＝カプチフ | ハード     | マチアス・ブルグ                   | 6–1, 6-4           |

### ダブルス：1戦0勝
| 記録                    |
| ----------------------- |
| ATPチャレンジャー (0–0) |
| ITFフューチャーズ (0–1) |

| サーフェス別 |
| ------------ |
| ハード (0–0) |
| クレー (0–1) |
| グラス (0–0) |

| 結果   | 勝–敗 | 日時      | 大会         | サーフェス | パートナー               | 対戦相手                                  | スコア                |
| ------ | ----- | --------- | ------------ | ---------- | ------------------------ | ----------------------------------------- | --------------------- |
| 準優勝 | 0–1   | 2015年5月 | F2, ボースタ | クレー     | ダニエル・アッペルグレン | ジョナサン・ムリーダ フレッド・シモンソン | 1–6, 7–6(7–5), [7–10] |

## ジュニアグランドスラム決勝

### シングルス: 1戦0勝
| 結果   | 年     | 大会           | サーフェス | 相手               | スコア        |
| ------ | ------ | -------------- | ---------- | ------------------ | ------------- |
| 準優勝 | 2015年 | ウィンブルドン | グラス     | ライリー・オペルカ | 6–7(5–7), 4–6 |